# Ismaelita
Ismaelita  o agareno (de Ismael y Agar, respectivamente) son términos que pueden referirse:
- Genéricamente a todos los musulmanes (término religioso) o a todos los árabes (término étnico-lingüístico). Ambas expresiones han quedado obsoletas en la actualidad. Generan usos equívocos muy habituales, en el pasado incluso en fuentes cultas, donde también se utilizan otros términos más o menos en desuso, o considerados peyorativos, como sarracenos, moros, morisma, etc. A pesar de su similitud fonética, las palabras "islam" o "musulmán" no están vinculadas etimológicamente con "ismaelita", y no se emplearon en las lenguas europeas hasta el siglo XVII. Estas usaban expresiones como "ley de Mahoma" o "mahometano", además de las ya indicadas.

- Específicamente a los creyentes islámicos de la rama denominada ismailismo.

Hagarenes (Ἀγαρηνοί Agarenoi, ܗܓܪܝܐ Hagráyé o ܡܗܓܪܝܐ Mhaggráyé, Հագարացի) es un término ampliamente utilizado por las primeras fuentes sirias, griegas, coptas y armenias para describir a los primeros conquistadores árabes de Mesopotamia, Siria y Egipto.
El nombre se utilizó en la literatura cristiana y en las Crónicas bizantinas para referirse a los árabes hanif, y más tarde a las fuerzas islámicas como sinónimo del término sarracenos. El término siríaco Hagraye puede traducirse aproximadamente como «los seguidores o descendientes de Agar», mientras que el otro nombre frecuente, Mhaggraye, se cree que tiene conexiones con el árabe Muhajir; otros estudiosos suponen que los términos pueden no ser de origen cristiano. Patricia Crone y Michael Cook afirman en su libro Hagarism: The Making of the Islamic World que fue introducido por los propios musulmanes, que describieron su avance militar hacia el Levante y Jerusalén en particular como una Hijra.
El nombre, utilizado indistintamente con ismaelitas, pasó a significar también cualquier musulmán. Un ejemplo de su uso actual es Ahryani (Aхряни), un nombre utilizado para los musulmanes búlgaros en el búlgaro coloquial, aunque este término también se ha explicado como un paralelismo entre la expansión del islam balcánico y el arianismo antitrinitario.